# 1253.
◄ | 12. stoljeće | 13. stoljeće | 14. stoljeće | ►
◄ | 1220-ih | 1230-ih | 1240-ih | 1250-ih | 1260-ih | 1270-ih | 1280-ih | ►
◄◄ | ◄ | 1250. | 1251. | 1252. | 1253. | 1254. | 1255. | 1256. | ► | ►►
Arhitektura • Astronomija • Glazba • Knjige • Književnost • Kršćanstvo • Medicina • Pravo • Promet • Znanost

## Smrti
- 8. ili 9. listopada – Robert Grosseteste, engleski skolastičar, teolog i znanstvenik (* 1168.)[1]

## Vanjske poveznice
|  | Zajednički poslužitelj ima još gradiva o temi 1253. |